# 經濟實質
經濟實質（英語：Economic substance）是美國稅法中的一個學說，內容說一個交易必需有經濟目的 (減少稅收債除外) 才能成立。美國國家稅務局用這個學說來決定，使用減免所得稅的合法手段或任何策略來減少稅收債是否被濫用。
經濟實質於2010年經美國國會議決通過成為患者保护与平价医疗法案的一部份。